# Hal Clement
Harry Clement Stubbs, känd under författarnamnet Hal Clement, född 30 maj 1922 i Somerville i Massachusetts, död 29 oktober 2003, var en amerikansk science fiction-författare.
Han hade examina i astronomi och kemi och är mest känd som författare av så kallad hård science fiction. Hans mest kända bok, Mission of Gravity, handlar om ett undsättningsuppdrag på en stor planet. Under namnet George Richard har han målat astronomiskt inspirerade målningar.
Under andra världskriget arbetade han som pilot inom det amerikanska flygvapnet.

### Romaner
- Needle (1950)
- Iceworld (1953)
- Mission of Gravity (1954)
- The Ranger Boys in Space (1956)
- Cycle of fire (1957)
- Close to Creitical ((1964)
- Star Light (1971)
- Ocean on Top (1973)
- Through the Eye of a Needle (1978)
- The Nitrogen Fix (1980)
- Still River (1987)
- Isacc's Universe: Fossil (1994)

### Novellsamlingar
- Natives of Space (1965)
- Small Changes (1969)
- The Best of Hal Clement (1979)
- Intuit (1987)